# Мирмиран
Мирмиран е титул на османски паша.
Мирмиранът е „комендант на комендантите“ и имал право да носи като знаме две конски опашки.
Мирмиран на Анадола бил санджакбеят на Ерзурум. Според османския пътешественик Евлия Челеби мирмиран на Румели бил санджакбеят на Кюстендилски санджак, който имал за свое знаме само с 1 опашка по-малко от тези на румелийския бейлербей в София. Всички останали санджакбейове имали право на знаме само с 1 конска опашка. С 4 конски опашки било само знамето на султана.